# Quintanstiegssequenz
Der Begriff Quintanstiegssequenz eignet sich generell für Sequenzen, deren Glieder jeweils eine Quinte auf- bzw. eine Quarte abwärts versetzt werden, wird in der Musiktheorie aber insbesondere verwendet für ein Satzmodell, dessen Bassstimme abwechselnd in ansteigenden Quinten und fallenden Quarten fortschreitet. Da das Sequenzmodell dabei in der Regel eine solche Fortschreitung (Quintanstieg bzw. Quartfall) enthält, ergibt sich für die Sequenzglieder ein Versetzungsintervall von jeweils einer Sekunde aufwärts.
Die Basstöne dieser von Fedele Fenaroli (1730–1818) als „movimento principale“ (deutsch „Haupt-Fortschreitung“) klassifizierten Sequenz lassen sich jeweils mit der Terz und der Quinte harmonisieren. Anders als bei der Quintfallsequenz ist dies mit leitereigenen Tönen in Dur nur von der I. bis zur III. Stufe möglich, da sich über der darauffolgenden VII. Stufe eine verminderte Quinte ergeben würde, die hier klanglich aus dem Rahmen fällt. In Moll begegnet der verminderte Dreiklang bei einer Quintanstiegsfolge ab der I. Stufe bereits im dritten Akkord, weshalb das Modell dort keine Verwendung findet.
Bedient man sich jedoch zusätzlich leiterfremder Töne, ergeben sich mithilfe dieses Satzmodells Möglichkeiten zur Modulation auch in entferntere Tonarten:
Auf diese Weise moduliert Robert Schumann zu Beginn des zweiten Teils des Minore II-Abschnitts seiner Arabeske op. 18 von F-Dur nach e-Moll.
Bei der in der Musik des 17. und 18. Jahrhunderts wohl gebräuchlichsten Realisierung stufenweise aufwärts sequenzierter Quintanstiege erscheint über jedem Basston ein Quartvorhalt, wobei die beiden Oberstimmen zusammen einen Kanon in der Unterquarte bzw. Oberquinte bilden:
Eine auf diese Weise ausgestaltete Quintanstiegssequenz findet sich z. B. in den Anfangstakten des Präludiums C-Dur (BWV 924) von Johann Sebastian Bach, im Chor Surely, He hath borne our griefs (T. 19–21) aus Georg Friedrich Händels Oratorium Messiah (HWV 56) oder im zweiten Satz (T. 60–64) der Sinfonie Nr. 104 von Joseph Haydn.

## Andere Bezeichnungen
In der angelsächsischen Musiktheorie hat Robert Gjerdingen für das Modell den Begriff „Monte Romanesca“ geprägt, da es wie die Romanesca mit dem Schritt I–V beginnt, dann jedoch im Gegensatz dazu steigt (wie ein Monte), anstatt zu fallen. Im deutschsprachigen Raum kursiert außerdem die Bezeichnung „Quint-Quart-Gegenschritt“, die aber von manchen Autoren ebenfalls für die Quintfallsequenz verwendet wird.